# مقام الشهيد
مقام الشهيد ويسمى أيضًا رياض الفتح هو نصب تذكاري للحرب الجزائرية يطل على مدينة الجزائر العاصمة، و بُنِيَ هذا المقام سنة 1982 بمناسبة إحياء الذكرى العشرون لإستقلال الجزائر (5 يوليو 1962)، وفي ذكرى لضحايا الحرب التحريرية.

## المكان
- يقع مقام الشهيد على مرتفعات مدينة الجزائر العاصمة في بلدية المدنية شرق حي ديار المحصول وإلى شمال مركز التسوق رياض الفتح. وهو يطل أيضا على حي الحامة (مشتركا مع بلوزداد) وعلى حديقة التجارب في الشمال الشرقي.
- وكان في الماضي مكان النصب المشيد حصن عسكري سابق.

## الوصف
- يتألف الشكل الهندسي للنصب من ثلاثة أوراق نخيل تتحد في منتصف الارتفاع، وعند بداية كل ورقة نجد تمثال يرمز إلى إحدى حقبات حرب التحرير الثلاثة[1]، وهذا النصب تم صنعه من طرف الشركة الكندية لافالين، استنادا إلى نموذج منتج في مدرسة الفنون الجميلة في الجزائر العاصمة بقيادة بشير يلس، وهو يحلق على ارتفاع 92 متر. والسعفات الثلاثة يبلغ طولها 47 متر وقطرها المصنوع على غرار الفن الإسلامي يبلغ 10 أمتار وارتفاعها 25 متر وعرض القبة 6 أمتار. ويتواجد النصب في ساحة واسعة تقع تحت النصب مباشرة رمز يسمى بالشعلة الأبدية ويتضمن سردابا ومدرج ومتحف تحت الأرض يسمى بمتحف المجاهدين.

## البناء

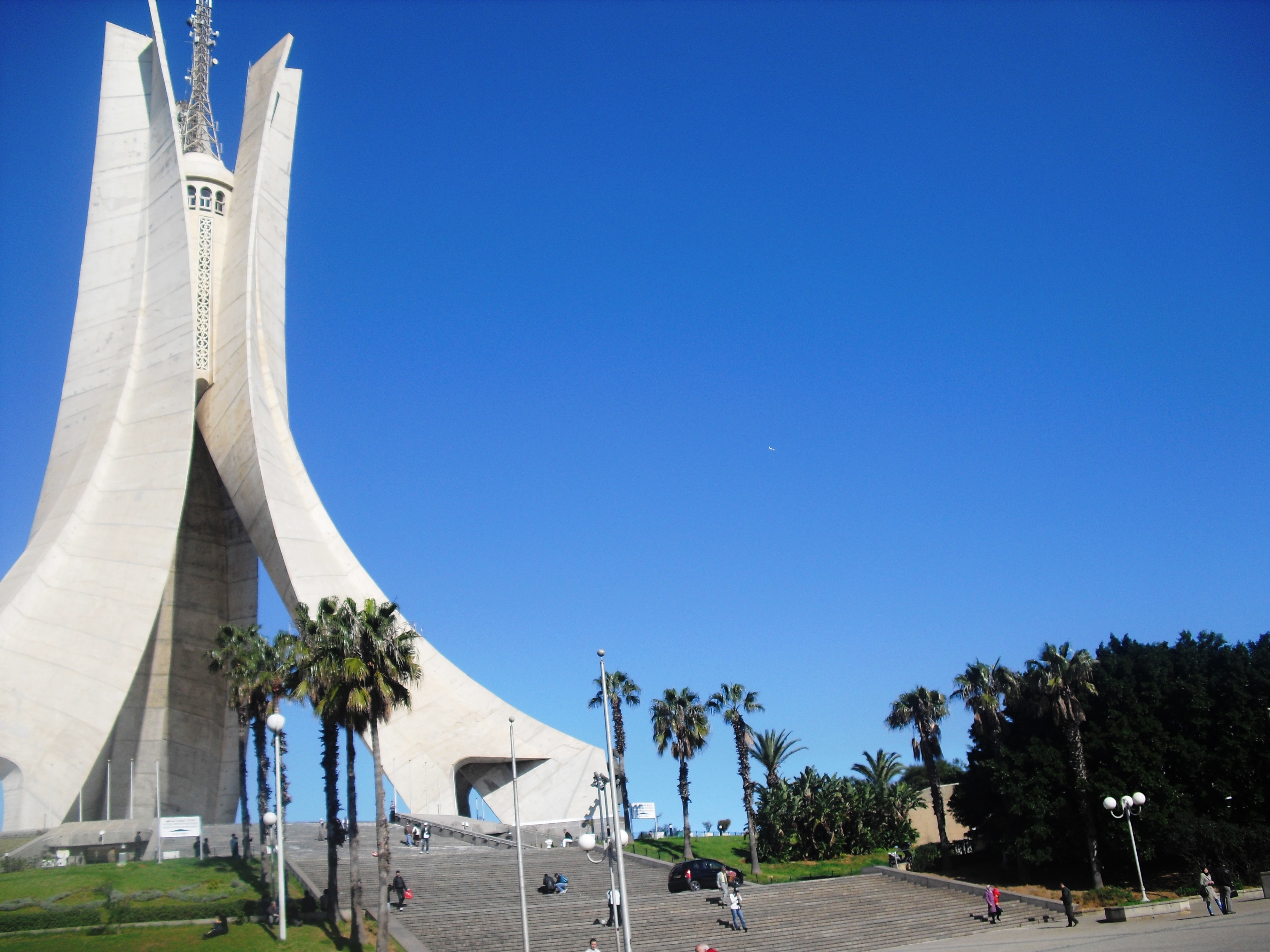
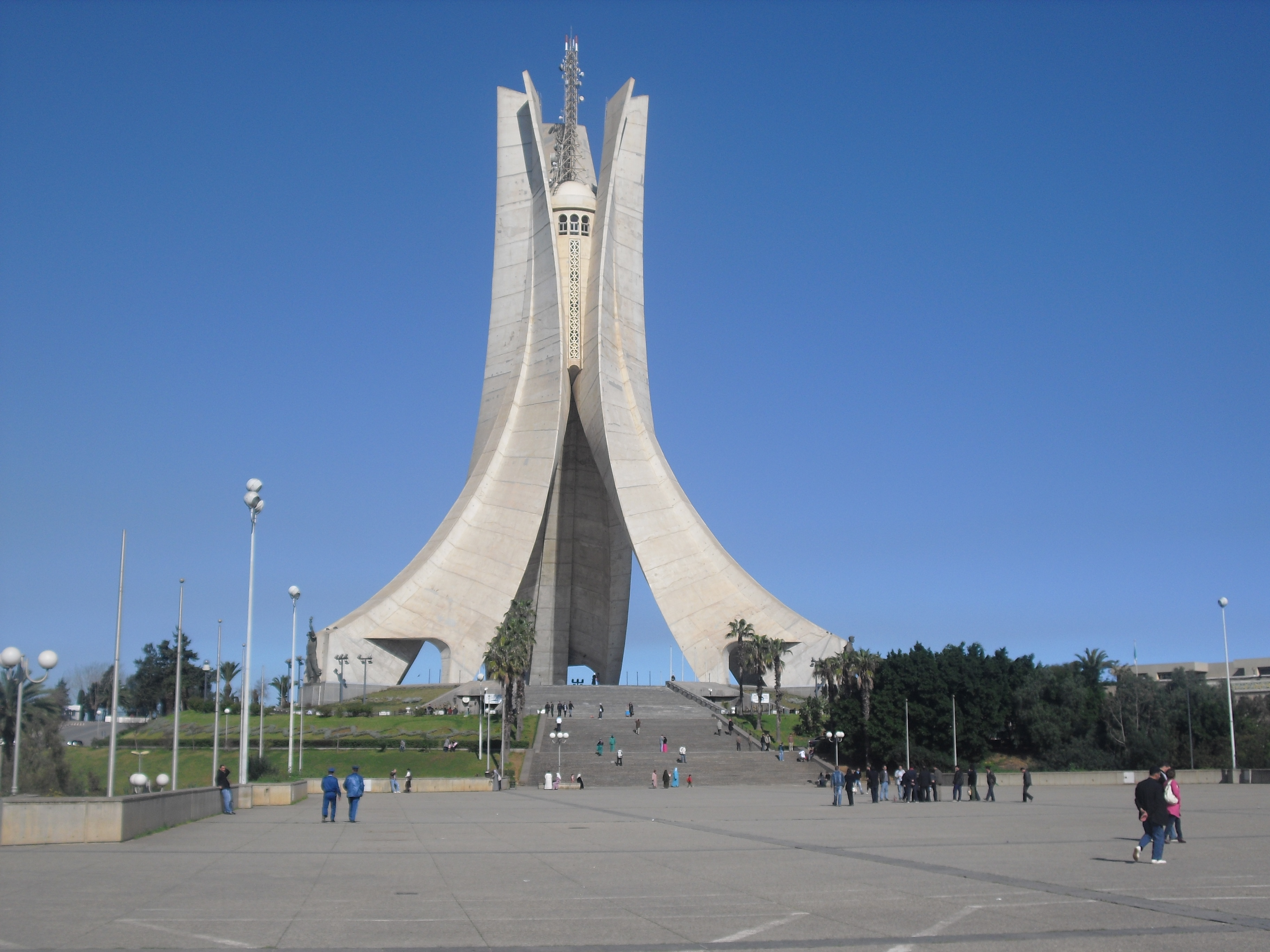
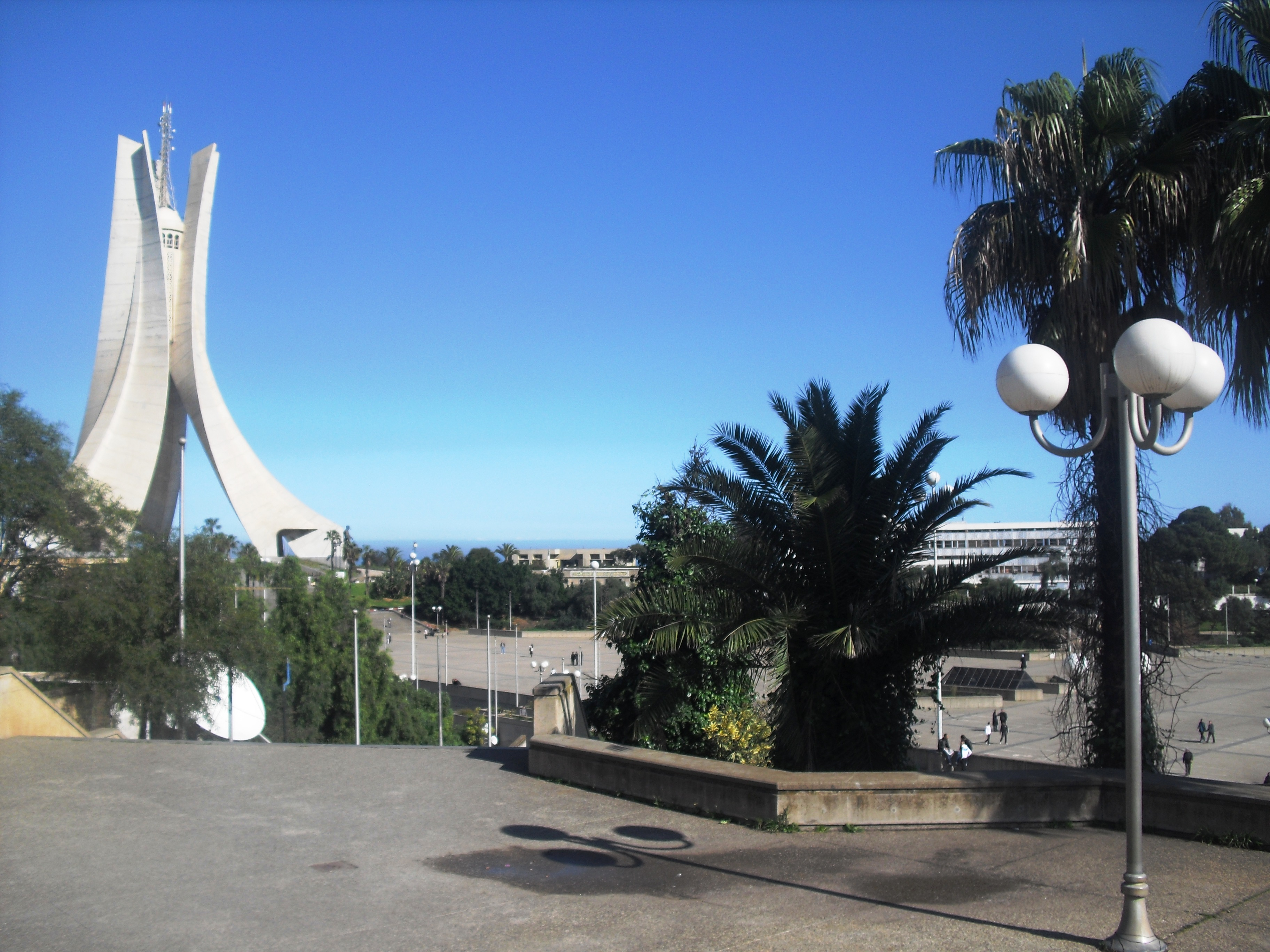

- في مونتريال سنة 1981، الرسام بشير يلس ومهندسي شركة لافالين خططوا لبناء نصب يخلد لشهداء الثورة التحريرية الجزائرية المجيدة وهي من بنات أفكار الرئيس الراحل هواري بومدين ولكنه بني في عهد الرئيس السابق الشاذلي بن جديد والذي خلفه في سدة الحكم.
- شركة لافالين المسؤولة عن هندسة وبناء النصب، استاجرت العديد من الفنانين الجزائرين أمثال الرسام الجزائري المشهور بشير يلس والخطاط سكندر عبد الحميد والنحات البولوني ماريان كونشني.
- ولقد أستغرق بناء هذا النصب التذكاري تسعة أشهر (من 15 نوفمبر 1981 إلى 5 جويلية 1982) وقد أفتتح النصب من قبل الرئيس الشاذلي بن جديد في فبراير 1986.

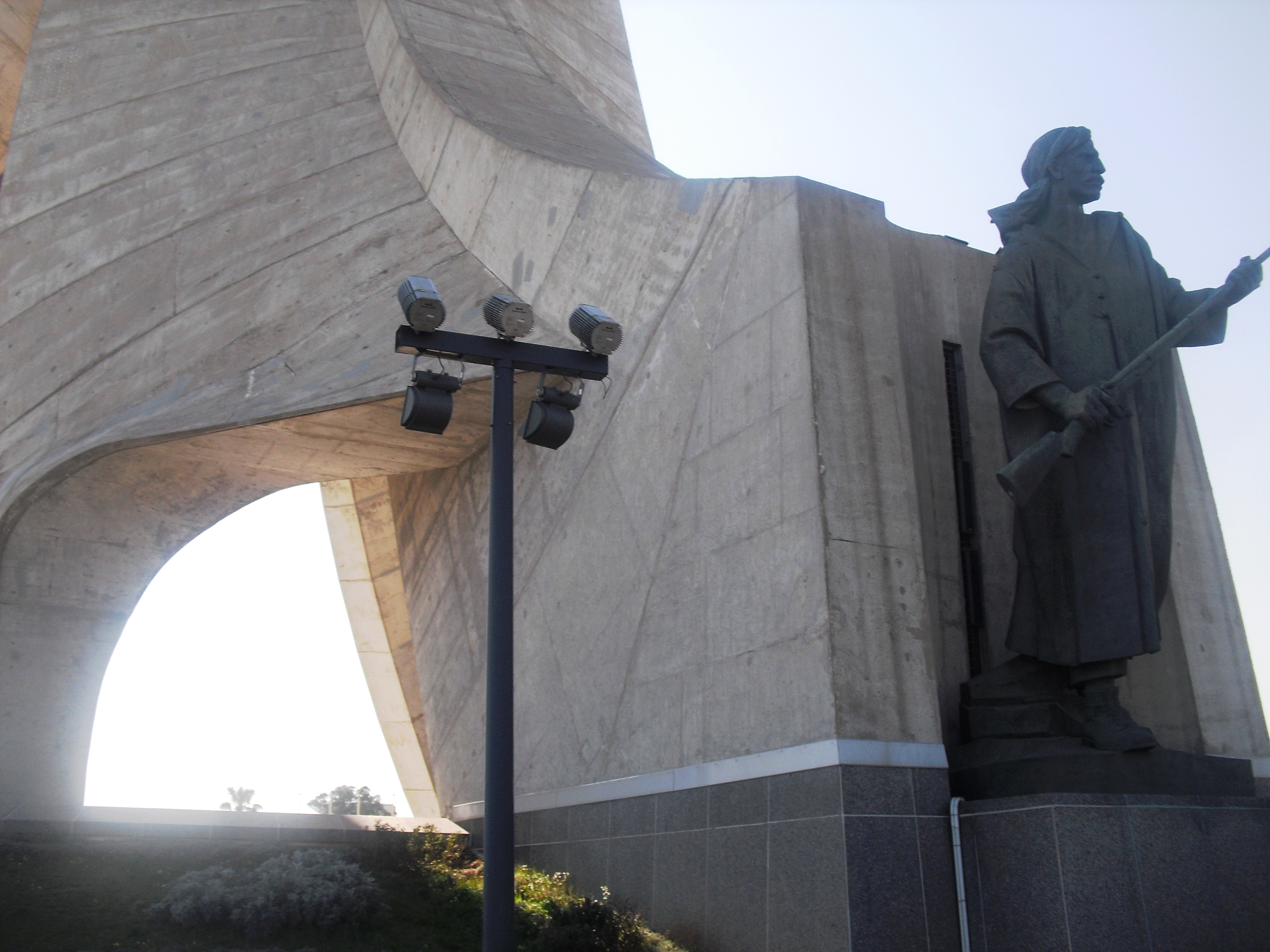
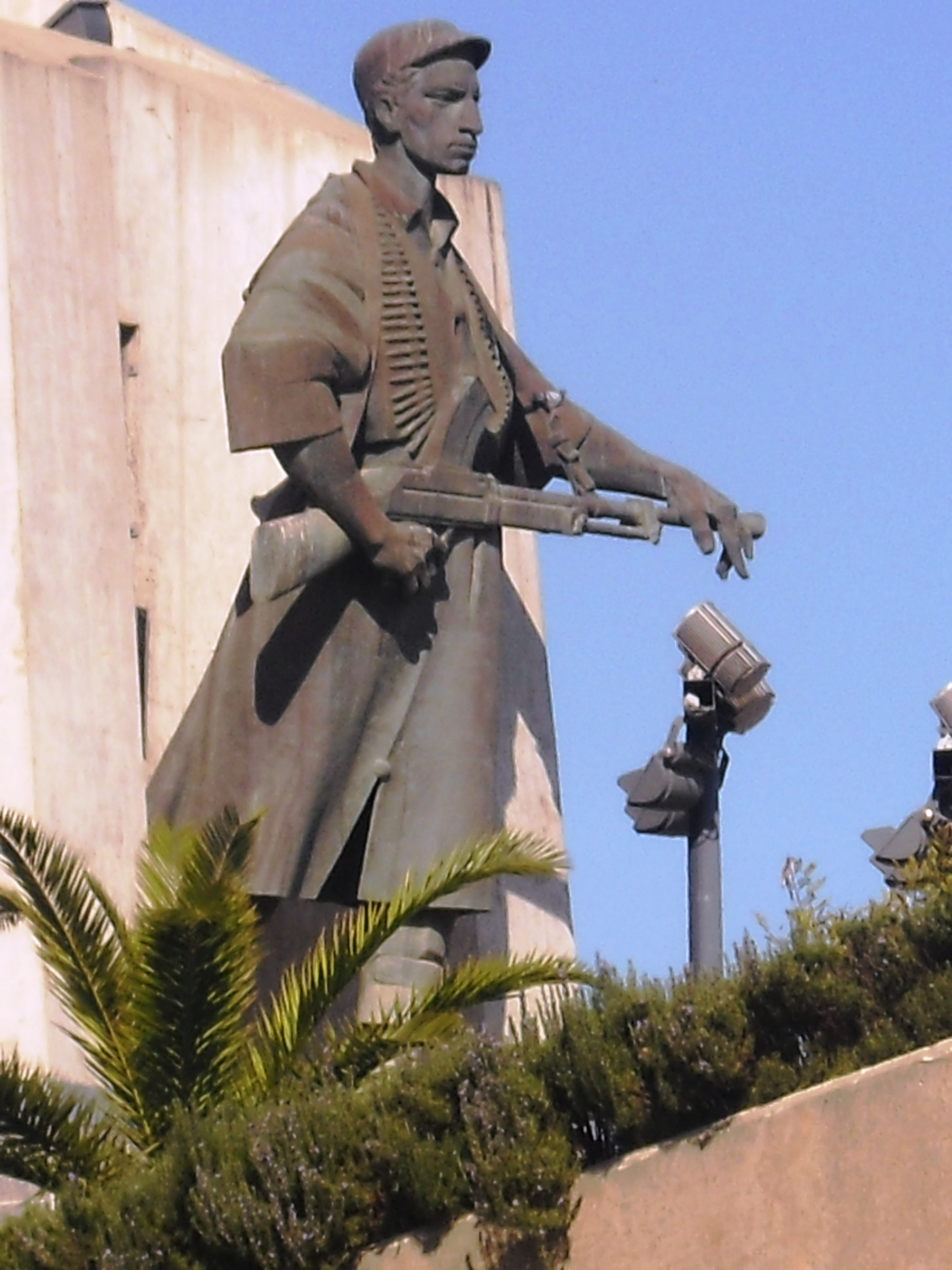
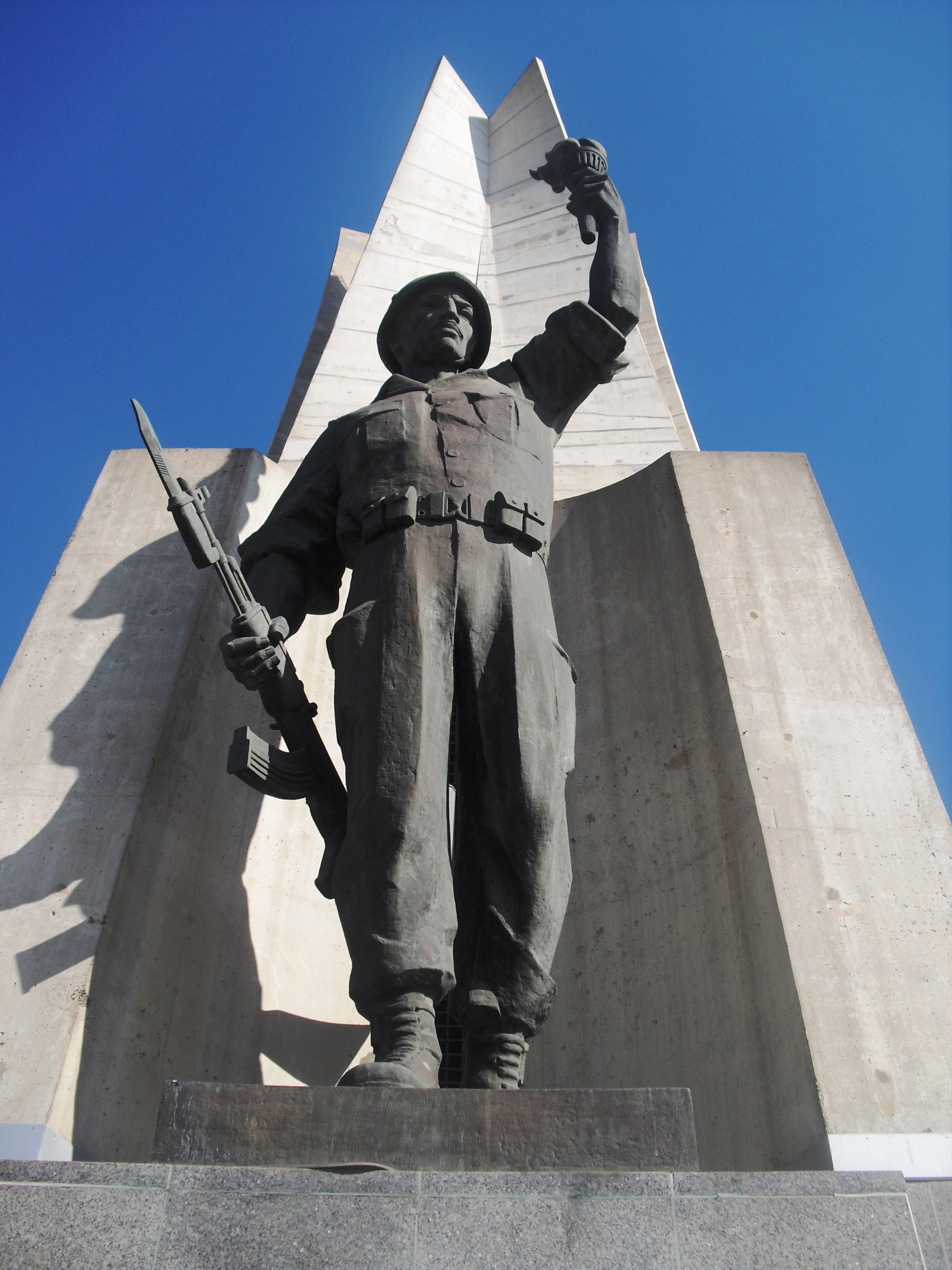
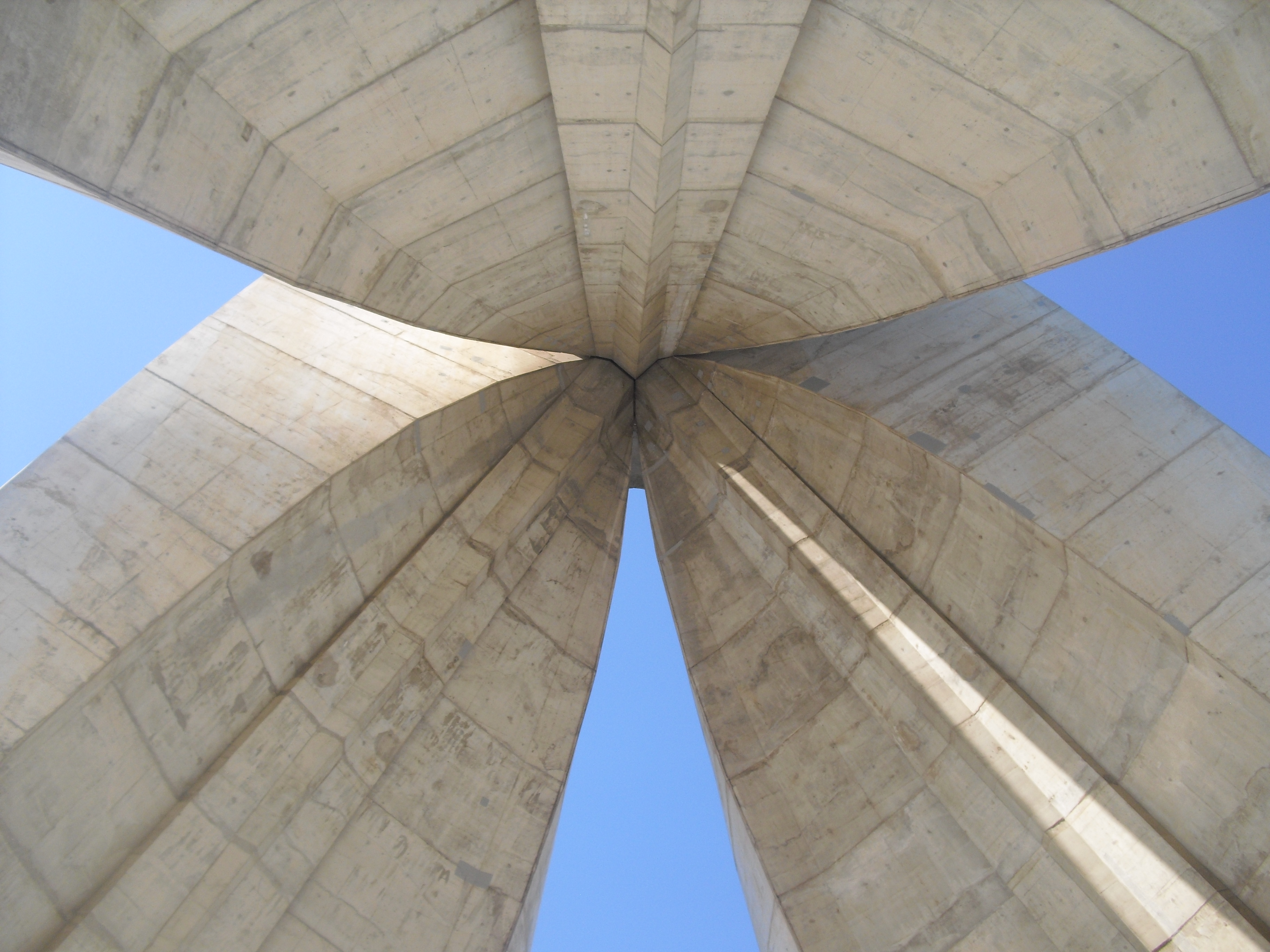

## النقل
يتم الوصول إلى مقام الشهيد عن طريق:
- تيليفيريك المقام التذكاري والذي يصل إلى حديقة التجارب.
- تيليفيريك المدنية والذي يصل بين حي ديار المحصول حتى حي الحامة.
- محطة سيارات الأجرة والتي تتواجد بالقرب من المركز التجاري رياض الفتح.

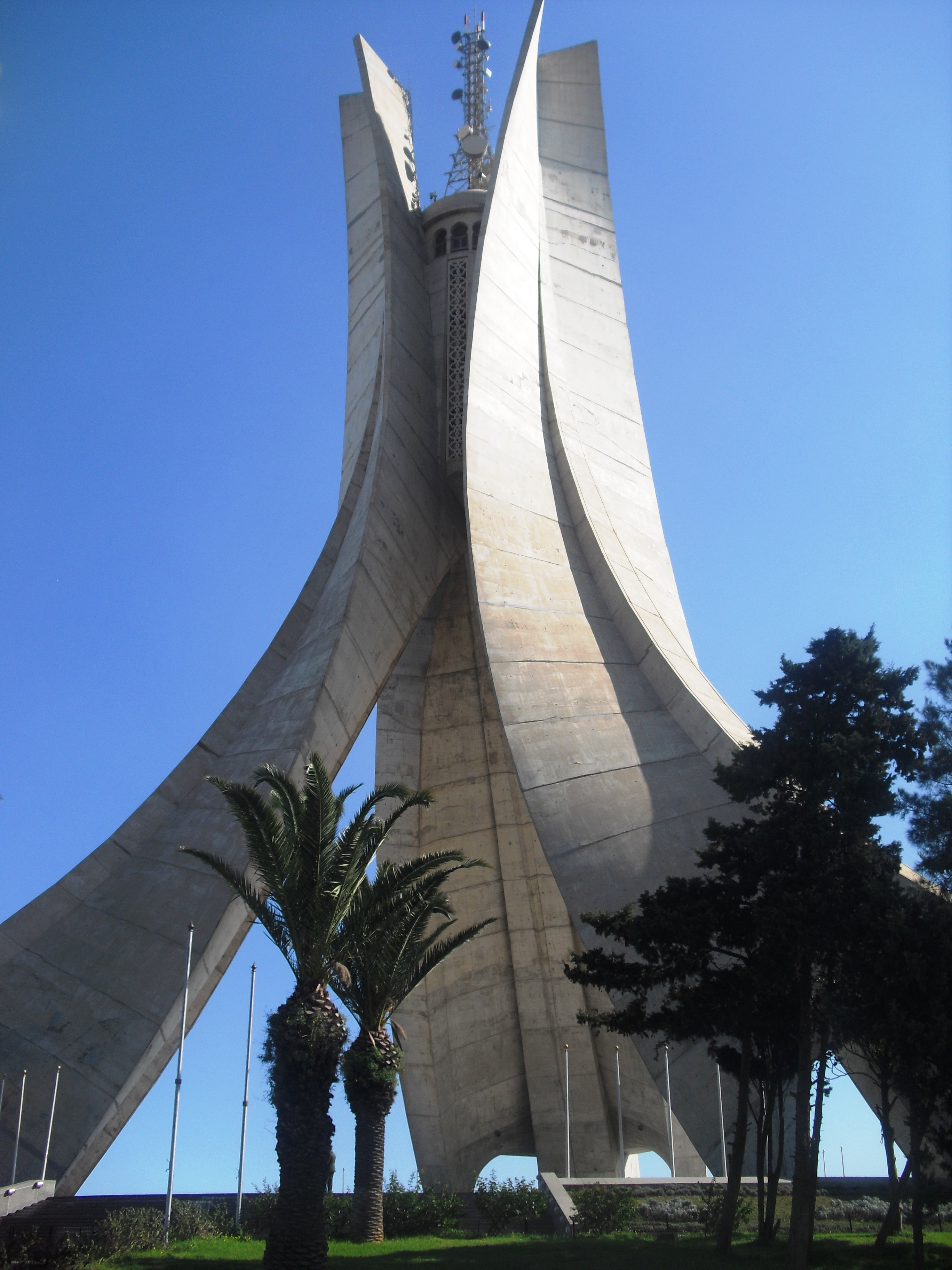
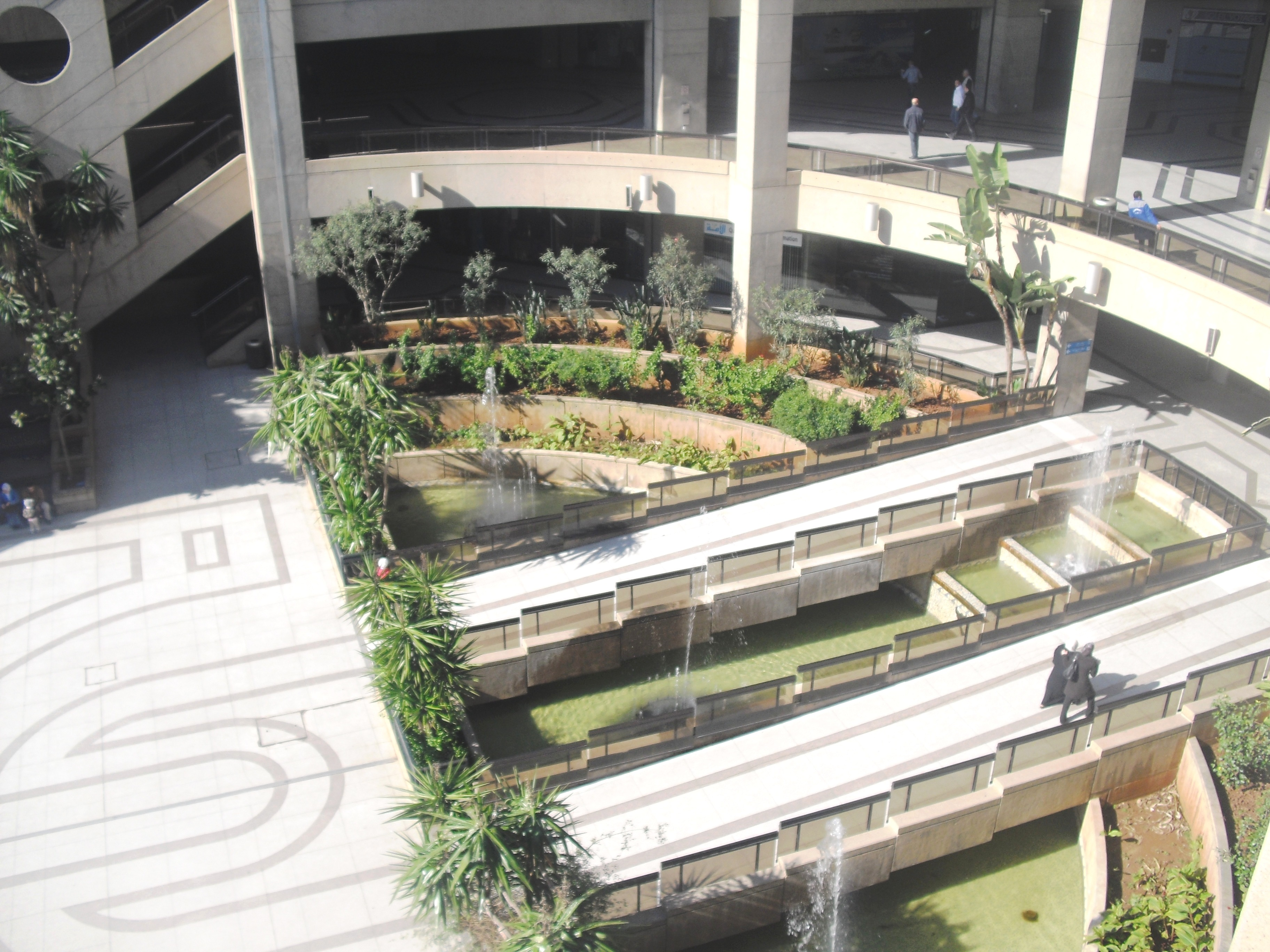

## وصلات خارجية
- الموقع الرسمي لوزارة المجاهدين الجزائرية
- موقع لشركة لافالين الكندية للهندسة المدنية صاحبة المشروع.